# Osiny (powiat grójecki)
Osiny – wieś sołecka w Polsce położona w województwie mazowieckim, w powiecie grójeckim, w gminie Jasieniec.
Wieś szlachecka  położona była w drugiej połowie XVI wieku w powiecie wareckim ziemi czerskiej województwa mazowieckiego.  W latach 1975–1998 miejscowość należała administracyjnie do województwa radomskiego.